# Не кажи нікому
«Не кажи нікому» (фр. Ne le dis à personne) — трилер французького режисера Гійома Кане (2006), що отримав найвищі оцінки кінокритиків.

## Зміст
Олександр і Марго Бек були знайомі з дитинства; з моменту їхнього шлюбу пройшло вже 6 щасливих років, коли одного разу вночі в лісі на Марго хтось нападає. Олександр не встигає врятувати дружину, так як отримує удар по голові і падає в озеро.
Олександра рятують; правда, невідомо, хто витягнув його з води. Тіло Марго пізнає її батько.
Через 8 років в районі озера знаходять два тіла людей, убитих більше 5 років тому. У одного з трупів у кишені знаходиться ключ від банківської комірки Марго, в якій лежить стара гвинтівка і кілька фотографій її, сильно побитою. Поліція відновлює розслідування, справу про вбивстві. Сам доктор Олександр несподівано отримує лист з відеозаписом, на якому видно його дружину: судячи з усього, запис недавній. Тим часом за ним хтось стежить; гине колишня подруга Марго, всі підозри падають на Олександра. У його квартирі під час обшуку знаходять пістолет, з якого було скоєно вбивство. Доктор, отримавши попередження про прийдешній арешт, утікає, оскільки його дружинаелектронною поштою призначає йому побачення, на яке він інакше не потрапить.
У парку, в якому призначено побачення, вони не зустрічаються: Марго виявляє засідку і йде, Олександра крадуть на виході з парку. Його катують, змушуючи розповісти, де знаходиться його дружина; в результаті в машину вривається бандит, сина якого Олександр допоміг врятувати три роки тому, і, поранивши одного з викрадачів, змушує інших відпустити Олександра.
Тим часом з'ясовується, хто зробив фотографії побитої Марго: сестра Олександра. Вона зізнається, що Марго побив її партнер по фонду для дітей-сиріт, син багатого батька, треба сказати, убитий незадовго до неї. З'ясовується також, що Марго забезпечила алібі головному підозрюваному, повідомивши, що перебуває з ним в любовному зв'язку; Олександр зустрічається з цією людиною і домагається від нього відповіді, що це було лише прикриттям, а дружина йому не зраджувала.
У підсумку Олександр із захованим за пазухою мікрофон ом, який прослуховують поліцейським, зустрічається з батьком Марго. Той розповідає, що партнер Марго — Філіпп Невіль, син багатого буржуа, ґвалтував дітей з фонду, і їй в якийсь момент стало про це відомо від одного з хлопчиків-жертв. Вона спробувала накричати на винуватця, але той почав бити її, а батько, тим часом чекав, коли Пилип зізнається у скоєному, щоб його після заарештувати, не витримав і застрелив його. Батько допоміг дочці позбутися тіла; вона не захотіла підставляти невинного, тому забезпечила йому алібі. Олександр не помітив цього, бо в той період був у тривалому від'їзді. Батько вбитого нацькував на Марго професійних убивць, але батько Марго перекупив одного з них, а потім застрелив обох. Він сказав Марго, що Олександр мертвий, а їй треба виїхати з країни; сам знайшов тіло мертвої дівчини-наркоманки, знівечив її обличчя ножем, підкинув на місце злочину, а потім брав участь в упізнанні. Він же витягнув Олександра з озера і викликав йому швидку. Єдиною його помилкою були те, що він залишив у кишені у одного з трупів ключі від банківської комірки.
Насправді, коли Олександр приходить до батька Марго, останній виявляє прослуховувальну апаратуру, прикріплену до тіла Олександра, але, не показуючи виду, продовжує поводитися наче й не було нічого. Він змушує Олександра сісти на диван і починає розповідь про події восьмирічної давності. У якийсь момент поліціянти перестають чути діалог через появу перешкод в апаратурі й вирішують, що батько виявив прослуховування, проте керівник операції пропонує не поспішати з висновками і трохи почекати. Насправді перешкоди були навмисно спровоковані батьком Марго, який ненадовго включив телевізор на певній частоті. Саме в цей момент він розповідає Олександру правду: Невіля вбив не він, а Марго. Після цього сигнал повертається, і батько Марго продовжує свою розповідь.
Через кілька років Марго, почувши по телевізору про поновлення слідства і дізнавшись звідти ж, що Олександр — головний підозрюваний, повернулася в країну, щоб побачитися з чоловіком, якого вона вважала мертвим.

## Ролі
| Актор               | Роль                   |
| ------------------- | ---------------------- |
| Франсуа Клюзе       | Олександр Бек          |
| Андре Дюссольє      | Жак Лорентом           |
| Марі-Жозе Кроз      | Марго Бек              |
| Крістін Скотт Томас | Елен Перкінс           |
| Франсуа Берлеан     | Ерік Левкович          |
| Жан Рошфор          | Жильбер Невіль         |
| Наталі Бей          | метр Елізабет Фельдман |
| Марина Гендс        | Анна Бек               |
| Міка'ела Фішер      | Зак                    |
| Жиль Лелуш          | Бруно                  |

## Нагороди
| Рік  | Результат | Нагорода                       | Номінація |
| ---- | --------- | ------------------------------ | --- |
| 2007 | Номінація | British Independent Film Award | Найкращий незалежний іноземний фільм |
| 2007 | Перемога  | Сезар                          | Найкращий актор: Франсуа Клюзе Найкращий режисер: Гійом Кане Найкраща музика до фільму: Матьє Шедід Найкращий редактор: Ерве де Луз                                                                                                   |
| 2007 | Номінація | Сезар                          | Найкращий оператор: Крістоф Оффенштейн Найкращий фільм: Гійом Кане Найкращий звук: П'єр Ґаме, Жан Годьє, Жерар Ламп Найкращий актор другого плану: Андре Дюссольє Найкраща адаптація літератури в сценарії: Гійом Кане, Філіпп Лефевр |
| 2007 | Перемога  | Lumiere Award                  | Найкращий фільм: Гійом Кане |
| 2007 | Перемога  | World Audience Award           | Гійом Кане |
| 2007 | Перемога  | Étoile d'Or                    | Найкращий актор: Франсуа Клюзе Найкращий композитор: Матьє Шедід |
| 2007 | Номінація | Étoile d'Or                    | Найкращий режисер: Гійом Кане Найкращий композитор: Гійом Кане, Філіпп Лефевр |
| 2008 | Номінація | Golden Trailer                 | Найкращий іноземний трилер |
| 2008 | Номінація | cALFS Award                    | Іноземний фільм року |
| 2009 | Номінація | Премія Едгара Аллана По        | Найкращий сценарій: Гійом Кане, Філіпп Лефевр, Гарлан Кобен |